# Tungstène
Pour les articles homonymes, voir Tungstène (homonymie).
Le tungstène est l'élément chimique de numéro atomique 74, de symbole W (de l'allemand Wolfram). Son nom en français provient du suédois tung (« lourd ») et sten (« pierre ») et signifie donc « pierre lourde ».
On trouve du tungstène dans de nombreux minerais comme la wolframite et la scheelite. Le corps simple tungstène est un métal de transition gris-acier blanc, très dur et lourd. Sous sa forme pure, il est principalement utilisé dans des applications électriques (filaments de lampe à incandescence). Sous forme de composés ou d'alliages, il possède de nombreuses applications comme la réalisation d'outils nécessitant une grande dureté (forets, poudres abrasives, etc.).

## Isotopes
Le tungstène possède 35 isotopes connus, de nombre de masse 158 à 192, ainsi que 11 isomères nucléaires. Parmi ces isotopes, quatre sont stables, 182W, 183W, 184W et 186W, et ils constituent avec 180W, un radioisotope à vie très longue (demi-vie de 1,8 × 1018 années), la totalité du tungstène naturel, dans des proportions variant de 14 à 30 % (0,12 % pour 180W). Comme tous les éléments plus lourds que le zirconium, le tungstène est théoriquement instable, et tous ses isotopes stables sont soupçonnés d'être faiblement radioactifs, se désintégrant par émission α en isotopes de l'hafnium correspondants. On attribue au tungstène une masse atomique standard de 183,84(1) u.

## Caractéristiques notables

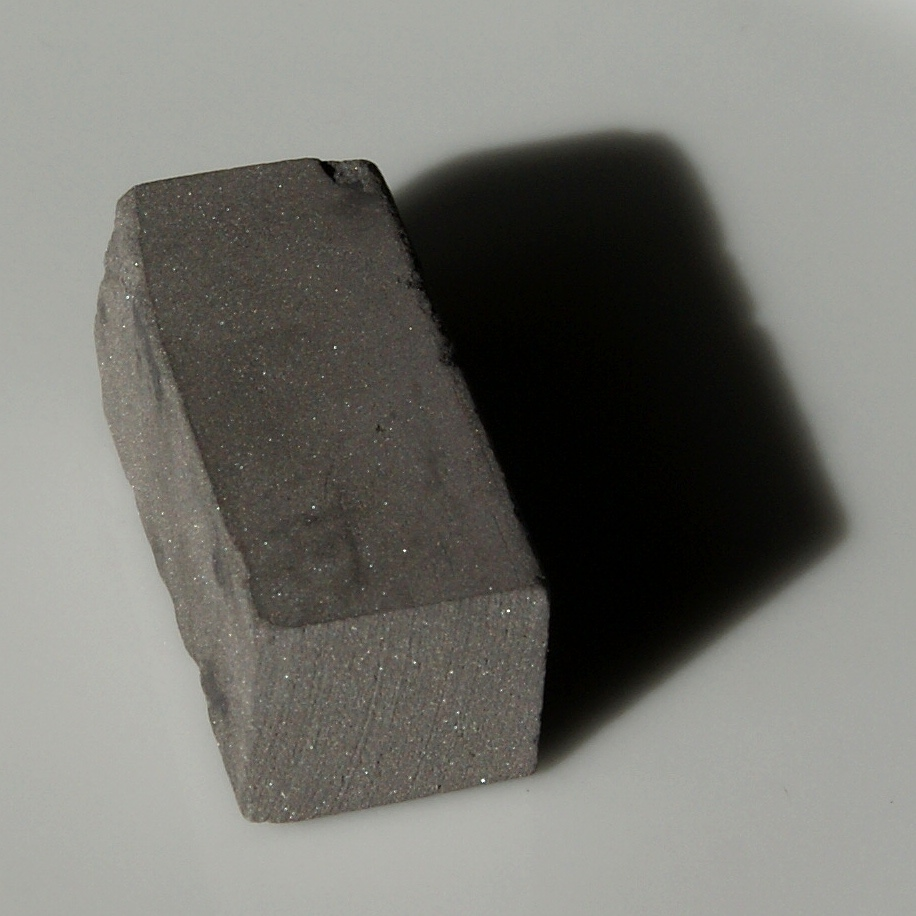
Bloc de tungstène

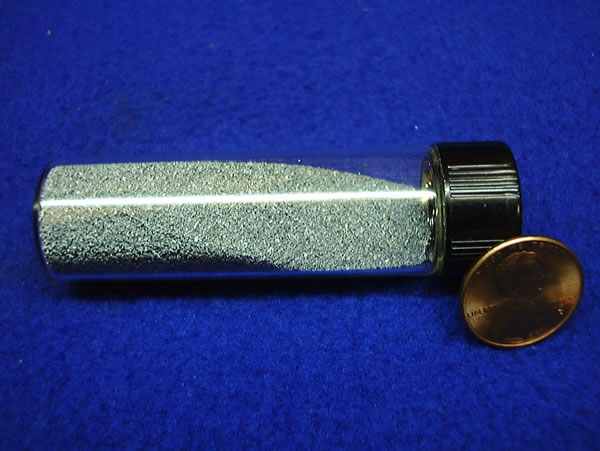
Échantillon de tungstène en poudre.

Le tungstène pur est un métal dur de couleur allant du gris acier au blanc étain. On peut le couper à l'aide d'une scie à métaux lorsqu'il est très pur, mais il est cassant et difficile à travailler lorsqu'il est impur, et on le travaille normalement par forgeage, extrusion, ou étirement. Cet élément a le plus haut point de fusion (3 422 °C) de tous les métaux, la plus faible pression de vapeur et la plus grande résistance à la traction de tous les métaux à une température supérieure à 1 650 °C, son module de Young est de 406 GPa. Du fait de sa très haute température de fusion, le tungstène n'est pas fondu mais fritté à haute température ainsi que certains de ses composés comme le carbure de tungstène. Sa masse volumique à 20 °C (voir densité) est quasiment égale à celle de l'or, soit 19,3 g·cm-3. Sa résistance à la corrosion est excellente et il ne peut être que légèrement attaqué par les acides minéraux. Le tungstène métallique forme une couche d'oxyde protecteur lorsqu'il est exposé à l'air. Lorsqu'on l'ajoute en faible quantité aux alliages d'acier, il en augmente la dureté.
Tous les isotopes naturels du tungstène sont considérés d'un point de vue théorique comme devant être radioactifs émetteur alpha avec des demi-vies très élevées mais cela n'est établi que pour le tungstène 180. Le tungstène naturel est donc stable pour les applications courantes.

## Histoire
Le premier à avoir supposé l'existence du tungstène est Peter Woulfe, en 1778, alors qu'il examinait de la wolframite.
Il détermina alors que ce minéral devait contenir une substance inconnue. En 1781, Carl Wilhelm Scheele établit qu'un nouvel acide pouvait être formé à partir de la tungsténite. Scheele et Tobern Bergman suggérèrent qu'il devait être possible d'obtenir un nouveau métal en réduisant cet acide. Les frères Juan José et Fausto de Elhúyar découvrirent, en 1783, un nouvel acide dérivé de la wolframite identique à l'acide tungstique. À Bergara, en Espagne, un peu plus tard, la même année, les deux frères réussirent à isoler le tungstène en réduisant l'acide avec du charbon. On leur attribua la découverte de l'élément.

## Production et réserves
La production annuelle de tungstène était en 2008 de 55 900 t. Les réserves sont estimées à 2 800 000 t, ce qui représente cinquante ans de production annuelle.
On trouve du tungstène dans la wolframite qui est un tungstate de fer et de manganèse, (FeWO4/MnWO4), scheelite (tungstate de calcium, CaWO4), ferbérite et hübnérite. On trouve d'importants dépôts de ces minéraux au Pérou, en Bolivie, Californie, Chine, Colorado (É.-U.), Portugal, Russie, et Corée du Sud. La Chine produisait, en 2006, 84 % de l'approvisionnement mondial. Le métal est produit commercialement par réduction de l'oxyde de tungstène par de l'hydrogène ou du carbone.
Le tungstène a été exploité en France à Échassières (Allier), à la mine des Montmins, entre 1915 et 1962.

## Toxicologie, écotoxicologie
La controverse sur les conséquences toxicologiques et écotoxicologiques de l'utilisation d'uranium appauvri dans les munitions de la guerre du Golfe et la guerre des Balkans a conduit à évaluer d'autres matériaux lourds utilisés dans les munitions perforantes, dont les alliages de tungstène (HMTA), qui étaient présentés comme des « alternatives non toxiques » à l'uranium.
On a alors montré en laboratoire que l'injection (intramusculaire) de microparticules de HMTA (contenant 91,1 % de tungstène, 6 % de cobalt et 2,9 % nickel) chez des rats de laboratoire a rapidement causé l'apparition de cancers avec tumeurs métastatiques agressives sur le site d'implantation, sans que l'on ait toutefois compris les mécanismes cellulaires et moléculaires en cause. Or les militaires durant les exercices ou en situation de combat et les civils durant les guerres peuvent inhaler de telles particules (émises à l'impact).
L'instillation intratrachéale (inhalation forcée) chez des groupes de rats d'un mélange homologue de poudres métalliques de WNiCo (92 % de tungstène, 5 % de nickel et 3 % de cobalt), de WNiFe (92 % de tungstène, 5 % de nickel et 3 % de fer), de métaux purs, ou d'un produit neutre (solution saline) a également montré une toxicité pulmonaire (évaluée par analyse cytologique, par l'activité de la lactate déshydrogénase, la teneur en albumine et le taux de cytokines inflammatoires dans le fluide de lavage broncho-alvéolaire 24 h après l'instillation). Ces produits ont induit une inflammation pulmonaire et l'expression de marqueurs de stress oxydatif et métabolique, avec production de radicaux libres toxiques et lésions pulmonaires.
Pour tenter d'expliquer trois cas de clusters de leucémies infantiles apparus aux États-Unis (dont à Fallon, Sierra Vista et Elk Grove) une étude a mesuré les métaux et métalloïdes "archivés" dans les cernes des arbres durant leur croissance (dendrochimie) pour savoir si ces enfants ou leurs parents avaient été anormalement et récemment exposés à un métal ou métalloïde (ou plusieurs). Dans le bois des arbres de tous les sites concernés, parmi les nombreux éléments mesurés, seul le tungstène avait augmenté au fur et à mesure des années (doublement dans un cas). Une étude des CDC sur des tissus humains d'habitants de Fallon a montré des taux élevés de tungstène et une étude USGS sur l'eau potable de la ville a aussi montré une teneur élevée en tungstène. L'air extérieur filtré à Sierra Vista contenait aussi plus de tungstène que dans plusieurs régions voisines (sud de l'Arizona). Plusieurs études ont montré au moins un lien possible entre le tungstène et la leucémie (ou le cancer plus généralement).

## Applications
Le tungstène connaît un grand nombre d'utilisations, la plus courante étant sous forme de carbure de tungstène (WC) et de sous-carbure de tungstène (W2C), qui sert à la fabrication des pièces d'usure dans la métallurgie, l'industrie minière et pétrolière. Historiquement, les utilisations du tungstène ont été la fabrication des filaments des lampes à incandescences en 1904 et des tubes cathodiques des postes de télévision, ainsi que celle des électrodes, les très fins filaments que l'on peut produire avec ce métal ayant un très haut point de fusion. Les billes des stylos à bille sont parfois en carbure de tungstène, remplaçant l'acier inoxydable à partir de 1961.

### Autres utilisations
Son point de fusion très élevé rend le tungstène particulièrement adéquat dans un contexte de très hautes températures :
- la rentrée atmosphérique d'un véhicule spatial ;
- les puits de chaleur ;
- le divertor du réacteur thermonucléaire ITER. Le 14/12/2016, un tokamak, réacteur thermonucléaire expérimental, modèle réduit d' ITER à Cadarache (Bouches-du-Rhône), a produit du plasma (gaz chauffé à plusieurs millions de degrés) dans une chambre à vide en tungstène. Première étape vers la fusion nucléaire pour produire de l'énergie[16] ;
- comme électrode, générant ou susceptible de générer un arc électrique :
  - les contacts d'arc de disjoncteurs à haute tension sont partiellement constitués de tungstène afin de supporter la haute température d'un arc électrique,

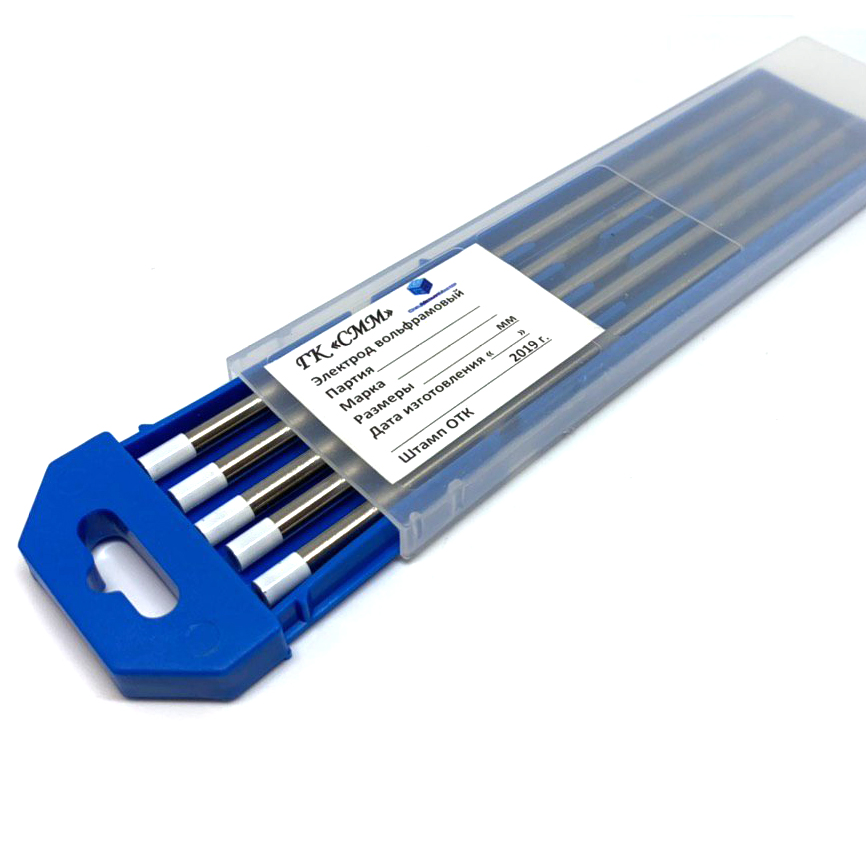
Exemple de conditionnement d'électrodes de soudage en tungstène, généralement utilisées dans les procédés TIG ou plasma. Ici, le bout blanc signifie la présence d'un oxyde additif de ZrO_{2}.

  - Exemple de conditionnement d'électrodes de soudage en tungstène, généralement utilisées dans les procédés TIG ou plasma. Ici, le bout blanc signifie la présence d'un oxyde additif de ZrO2[17]. le matériau est utilisé comme électrode réfractaire dans divers procédés de soudage à l'arc utilisant une électrode non fusible. L'utilisation la plus notable étant le soudage TIG,
  - les anodes des tubes à rayons X sont le plus souvent faites de tungstène, généralement associé à du rhénium et à du tantale.

Pour sa dureté :
- les pièces d'usure, utilisées par exemple dans les outils à haute vitesse, utilisent souvent des alliages de tungstène et d'acier pouvant contenir jusqu'à 18 % de tungstène ;
- pour le rapport entre sa dureté et sa densité :
  - l'armement :
    - DIME (Dense Inert Metal Explosive), nouvel armement très performant pour tuer un être humain tout en causant des dégâts dans un rayon très limité de quelques mètres,
    - les pénétrateurs à énergie cinétique (ou obus flèche), du fait de son haut point de fusion et de sa densité,

  - les poids et contre-poids.

Pour ses propriétés chimiques :
- Des composés du tungstène sont utilisés comme catalyseur, pigment inorganique. Le disulfure de tungstène est utilisé comme lubrifiant stable au-dessus de 500 °C.
- Le tungstate de sodium (numéro CAS : 10213-10-2) fait partie du réactif de Folin-Ciocalteu.

Étant donné que son coefficient de dilatation est équivalent à celui du verre borosilicate, il est utilisé pour faire des soudures verre sur métal (électrodes, passages électriques).
Des superalliages contenant du tungstène sont utilisés pour faire des pales de turbine, des outils en acier, ainsi que des plaquages.

## Recyclage
Le tungstène consommé dans le monde provient à 34 % du recyclage. Hormis le recyclage des chutes de production, qui représente 10 % du tungstène consommé dans le monde, le recyclage concerne pour le reste les produits hors d'usage, pour lesquels il existe principalement quatre procédés :

### Hydrométallurgie
Cette technique, qui utilise des produits chimiques, permet de régénérer le tungstène en produisant du tungstène non différenciable du minerai initial. Elle permet de récupérer en même temps le cobalt, le tantale, et le niobium présents dans les déchets.

### Fusion
Cette technique, qui utilise les déchets de tungstène dans la production d’alliages, permet de produire de l'acier, des stellites, des superalliages, des carbures de tungstène moulés, du ferrotungstène ou des alliages de tungstène.

### Recyclage direct
Cette technique utilise des méthodes chimiques ou physiques qui ne changent pas la composition de base du tungstène, qui est désagrégé en poudre. Elle permet de recycler les carbures de tungstène, ainsi que les carbures de cobalt, de tantale, et les autres carbures.

### Recyclage semi-direct
Cette technique consiste en une dissolution chimique.